# Мухтарова, Асмед Имаммамед кызы
Асмед Имаммамед кызы Мухтарова (азерб. Əsməd İmamməmməd qızı Muxtarova, род. 1944, Баку, Азербайджанская ССР, СССР) — азербайджанский историк, доктор исторических наук, профессор и заведующая кафедрой "Истории тюркских народов" БГУ, учредитель и главный редактор научно-теоритического и методического журнала «История и ее проблемы».

## Биография
Родилась в 1944 году в городе Баку в посёлке Бузовна. Училась в средней школе №125 посёлка Бузовны.
В 1967 году окончила Исторический факультет Азербайджанского Государственного Университета с дипломом отличия. Решением Учёного Совета факультета была оставлена в аспирантуре.
В 1974 году защитила кандидатскую диссертацию на тему «Развитие высшего образования в Азербайджане (1959-1965 гг.)».
В 1991 году защитила докторскую диссертацию на тему «Сельскохозяйственные рабочие в Азерб.ССР».
Является главным редактором научно-теоритического и методического журнала «История и её проблемы», издаваемого с 1997 года, посредством которого поддерживается связь азербайджанской диаспорой городов Санкт-Петербург, Москва, Ташкент, стран – США, Германия, Иран, Израиль и т.д.

## Научная и трудовая деятельность
- 1967-1970 аспирантка Исторического факультета Азербайджанского Государственного Университета
- С 1971 года по настоящее время работает на Историческом факультете.
- С 1992 года профессор кафедры Истории тюркских и кавказских народов. C 1999 года заведует кафедрой Истории тюркских и кавказских народов.
- Ведет занятия на ступенях бакалавриата и магистратуры.
- Преподает по дисциплинам «История тюркских народов (древний период и средневековье)» (ступень для получения степени бакалавра); «История государственности тюркских народов (древний период и средневековье)» (специальность – «История тюркского мира») и «Нашествие тюркских племен на Кавказ» (специальность «Регионоведение - Кавказоведение») (ступень для получения степени магистранта).
- Является автором более 40 научных статей, 2-х монографий.
- 1 аспирант и 3 диссертанта защитили кандидатскую диссертацию, научным руководителем которых являлась проф.А.Мухтарова.
- В 1999 году по решениям редакционной коллегии журнала «Хатун» и оргкомитета Литературного общества «Хатун» награждена почетным дипломом имени «Сара Хатун» за изданный учебник «История тюркских народов (древний период и средневековье)».

### Область исследования
Исследует древний и средневековый период истории тюркских народов.

## Участие в международных конференциях, симпозиумах, семинарах
Приняла участие на конференции организованной Азербайджано-Корейской Ассоциацией по обмену культур в Баку в 2006 году.

## Избранные труды
- Вечный лидер тюркского мира // Журнал «История и её проблемы», Специальный выпуск, Бакинский Государственный Университет, 2004.
- Отважный учёный // Журнал «История и её проблемы», 2004, №2.
- Выдающийся учёный и педагог // Журнал «История и её проблемы», 2005, №1.
- Историография истории тюркских народов // Журнал «История и её проблемы», 2005, №4.
- Судебная система и судопроизводство в Азербайджане и России // Журнал «История и её проблемы», 2006, №2. (Соавтор).
- «A view to Korean Azerbaijan historical relations», 2006, The 1st.new in¬terna¬tional silk Road Cultural and Akademic Conference. 2006 New Silk Road Interna¬tional Siterary Symposium: Baki, 23rd june, 2006
- К истории государственности тюркских народов (древний период и средневековье) // Известия Бакинского Государственного Университета. Серия гуманитарных наук, 2006, №4.
- Походы скифов на Кавказ // Журнал «История и её проблемы», 2007, №3. (Соавтор).
- К истории государственности тюркских народов (древний период и средневековье) // Известия Бакинского Государственного Университета. Серия гуманитарных наук, 2007, №1.
- Из жизни вечного лидера тюркского мира Г.Алиева // Материалы конференции сотрудников Исторического факультета посвящённого 85-летию Общенационального лидера Г.Алиева.
- История тюркских народов (с древнейших времен до современного периода). Баку, 2004. Единая программа для студентов исторического факультета. – Соавтор.
- История государственности тюркских народов (древний период и средневековье). Программа для магистратуры. Баку, 2002.
- « Нашествие тюркских племен на Кавказ». Программа для магистратуры. Баку, 2008.
- Принятие манихейства и влияния уйгуров в социально-культурной жизни. История и ее проблемы N1, стр. 26-31 2016
- Роль первичных религий в истории тюркского фольклора. История и ее проблемы N 3. Баку.2017 5-11
- «Источники Истории Турецких Народов (источники, дающие информацию о кыпчагов)». В турецком историческом обзоре (Турецкий исторический обзор 2017 г., №8.294-306)
- Тотемизм у древних турок и культ Ондона (История и ее проблемы, 2017, № 41, стр. 18-22)
- Бакинский Государственный Университет самое большое достижение Азербайджанской Республики в области образовательной политики, в соавторстве Анар Керимов, //История и её Проблемы, №3, 2019, стр94-99

### Книги
- Подготовка рабочих кадров в условиях аграрно-промышленного комплекса. Баку, 1972.
- Совхозы СССР. Баку, 1976.
- История тюркских народов (древний период и средневековье). Баку, 1999. Учебник для студентов вузов. В 2008 году дополненный и усовершенствованный учебник переиздан.
- К истории государственности тюркских народов. Баку, 2002. Учебное пособие для магистрантов.

## Награды
- Орден «Труд» III степени (25 ноября 2019) — по случаю 100-летия Бакинского государственного университета и за заслуги в развитии образования и науки в Азербайджане[3]
- Медаль «100-летие Бакинского Государственного Университета» (2019)[4]